# Escrita (la Guingueta d'Àneu)
Escrita és una serra del terme municipal de la Guingueta d'Àneu, a la comarca del Pallars Sobirà. Fins al 1971 separava els termes desapareguts de Jou i Unarre. Arriba a una elevació màxima de 2.123,3 metres, i és el contrafort sud-oriental del Turó de l'Àliga, que uneix amb el Cap de l'Escobedo, situat en el seu extrem de llevant. Separa la vall del Barranc d'Escrita, al nord, de la que formen el Barranc de la Costa i lo Barranc, al sud. El poble de Dorve és al sud-oest de la serra.